# Jagdstaffel 81
A Jagdstaffel 81, conhecida também por Jasta 81, foi um esquadra de aeronaves da Luftstreitkräfte, o braço aéreo das forças armadas alemãs durante a Primeira Guerra Mundial. Esta esquadra no total abateu 35 aeronaves inimigas.

## Aeronaves
- LFG Roland D.II